# Andrej Nikolaidis
Andrej Nikolaidis (Αντρέι Νικολαΐδης; Sarajevo, 1974) è uno scrittore montenegrino.

## Biografia
Nato nel 1974 a Sarajevo da una famiglia montenegrino-greca, nel 1992 si è trasferito a Dulcigno dopo l'inizio della guerra in Bosnia ed Erzegovina. A partire dal 1994 ha iniziato a scrivere in riviste culturali e per media regionali indipendenti prendendo posizioni anti-militariste e a favore dei diritti delle minoranze. Autore di 14 opere tra romanzi, raccolte di racconti e saggi, dal 2009 al 2014 è stato consigliere del politico Ranko Krivokapić. Vincitore, con il romanzo Nel nome del figlio, del Premio letterario dell'Unione europea nel 2011, le sue opere sono state tradotte in 14 lingue.

## Opere
- Mimesis (2003)
- Nel nome del figlio (Sin, 2006), Rovereto, Zandonai, 2014 traduzione di Sergej Roić ISBN 978-88-98255-28-3. - Nuova ed. Nardò, Besamuci, 2019 traduzione di Sergej Roić ISBN 978-88-6280-284-0.
- Balkanska Rapsodija (2007)
- Mimesis i drugi skandali (2008)
- L'arrivo (Dolazak, 2009), Nardò, Salento Books, 2019 traduzione di Sergej Roić ISBN 978-88-497-1197-4.
- Homo Sucker: Poetika Apokalipse (2010)
- Odlaganje. Parezija (2012)
- Mala enciklopedija ludila (2013)
- Devet (2014)
- Smjena straže (2015)
- Mađarska rečenica (2017)

## Premi e riconoscimenti
- Premio letterario dell'Unione europea: 2011 vincitore con Nel nome del figlio